# Бадњак
Бадњак, у неким крајевима зван и весељак, грана је дрвета или младо дрво која се код православних Срба обредно налаже на ватру домаћег огњишта на Бадње вече. Дрво за бадњак, најчешће млад и прав цер, сијече се ритуално рано ујутру на Бадњи дан. Сјечење, припрема, уношење и налагање изводе се кроз сложене обреде, који у разним крајевима имају различите форме. Изгарање бадњака попраћено је молитвама да у наредној години не мањка хране, среће, љубави и новца. Према бадњаку се односе као према личности; упућују му поздраве и приносе жртве: жито, вино и мед. Бадњак гори и током Божића: први посјетилац на Божић удара по њему жарачем или граном док жели да срећа и напредак породице буду обилати као варнице које излијећу из бадњака. Будући да данашњи начин становања не дозвољава ватру на огњишту, бадњак је најчешће представљен церовом гранчицом којом се на Бадњи дан украси дом.
Бадњак се свечано ложи у знак сјећања на ватру коју су по народном предању витлејемски пастири наложили у пећини у којој се родио Исус Христос, да би огријали божанско новорођенче и његову мајку. Бадњак се такође може тумачити као симбол крста на коме је Христос распет, при чему топлина ватре симболизује спасење за људски род које је, по хришћанском вјеровању, омогућено Христовим распећем. Историчари религије, филолози и етнолози сматрају да су Срби наслиједили овај обичај из своје претхришћанске религије. Они тумаче бадњак као утјеловљење духа растиња и као божанство које умире спаљивањем па ускрсава, којем су се приносиле жртве и упућивале молитве ради плодности поља, здравља и среће породице. Његова ватра симболизовала је свјетлост Сунца, обезбјеђујући сунчеву животворну снагу у наредној години. Неки од јужнословенских народа имају сличне обичаје, а традиција да породица на Бадњи дан свечано наложи дрво на огњишту забиљежена је и међу другим европским народима.
Српска традиција налагања бадњака, изворно везана за домаће огњиште, прелази за вријеме Краљевине Србије и у јавни простор. Међу њеним војницима развио се обичај да ложе бадњаке у касарнама. За вријеме Краљевине Југославије, војна церемонија са бадњаком даље је разрађена и стандардизована у правилима службе, али је њеном извођењу дошао крај избијањем Другог свјетског рата. Од посљедње деценије 20. вијека, Српска православна црква и локалне заједнице организују јавне прославе Божића у којима бадњак има битну улогу. Парохијани га на Бадњи дан свечано посијеку и одвезу до цркве, у чијој порти се обави налагање бадњака уз благосиљање свештеника. Свечаност се завршава дружењем парохијана окупљених око ватре.

## Породична прослава

### Сечење и припрема
Рано ујутру на Бадњи дан, по могућности прије изласка сунца, домаћин са неколико мушких чланова породице одлази у шуму да сијече бадњак. Група свој полазак објављује пуцањем из пушака и прангија. За бадњак се најчешће бира цер, а у недостатку цера избор обично пада на друге храстове. Рјеђе се употребљавају неке друге врсте дрвета; у источној Србији то могу бити буква, крушка, дуња, граб и шљива. У предјелима Црногорског приморја гдје нема храстова, користе се маслина, ловор, бријест или магиња (планика). Гледа се да дрво буде младо, право и неоштећено. Понегдје се бадњак више цијени ако је неопажено посјечен у туђој шуми.
У неким предјелима сијече се више од једног бадњака по домаћинству, као, на примјер, у Црној Гори, гдје је тај број различит од мјеста до мјеста: два, три, произвољан број већи од два или колико има мушкараца у кући и један више за напредак. У овом задњем случају сваки мушкарац добија засебан бадњак, при чему је најдебљи домаћинов, а најтањи онај за напредак. У Грбљу, југозападно од Котора, сијеку за сваког члана домаћинства по један бадњак од храста или маслине, осим за домаћицу. За њу се припреми облица од смрдљике, која се зове бадњачица. У црногорском приморју сви бадњаци у једном домаћинству не морају бити од исте врсте дрвета.
Појам бадњачица среће се и у предјелима гдје се припремају само двије облице, при чему се бадњачицом назива она мања. У Ресави се за бадњачицу употребљава сладун (граница), а за бадњак цер. У Загарачу, у средишњој Црној Гори, обје облице могу се припремити од истог дрвета ако је довољно високо. У неким мјестима се овом пару придружује трећа облица звана бадњачић. Док се у већини крајева за бадњак бира младо и танко дрво, у далматинској Буковици се припреме двије дебље облице пречника 30 до 50 центиметара, уз које иде још једна тања звана тројство. Понегдје, пак, умјесто облица донесу из шуме суве церове гране те њих употребљавају као бадњак.
Кад домаћин пронађе одговарајуће дрво, стане испред њега окренут истоку. Након што га поспе житом, поздрави га: „Добро јутро и честит ти Бадњи дан”, прекрсти се, помоли Богу, па пољуби дрво (неки од тих поступака могу бити изостављени, зависно од локалних обичаја). Негдје домаћин објашњава бадњаку зашто га сијече, као на примјер у Левчу: „Дошао сам к теби да те однесем дому моме, да ми тамо будеш веран помоћник у сваком напретку и бољитку, у кући, у тору, у пољу и на сваком месту”. Након тога домаћин засијеца дрво укосо сјекиром. Понегдје је обичај да се бадњак никад не додирује голим рукама, те у том случају онај ко сијече дрво претходно навуче рукавице. Пази се да бадњак падне на источну страну и да се приликом пада не заустави на околном дрвећу. У неким крајевима дрво засијецају са три ударца сјекире и ако га притом не пресијеку, одломе га од пања чупањем и сукањем; ломљени дио зове се брада и пожељна је на бадњаку. Засјечени бадњак не смије се оставити јер ће проклињати, па кућа неће имати среће.
У Шумадији, након што је дрво посјечено, на пању се остави пола погаче, чија се друга половина поједе у повратку кући са бадњаком. У Загарачу пањ се прекрије маховином или сувим лишћем: ако из њега на прољеће избију младице, сматра се да ће бити среће и напретка у тој години. Први ивер од бадњака носе кући и стављају га тамо гдје посебно желе да остваре напредак у наредној години, на примјер поред кошница, у кокошарник, или међу карлице са млијеком да би се на њему хватали дебели слојеви кајмака. Негдје ивер ставе под квасац да би све у кући расло као квасац. У Семберији комад од ивера стављају у чесницу; народ објашњава да се ово чини „ради пчела”.
Бадњак треба да буде такве дужине да се може носити на рамену и најчешће није дужи од 2,5 метра. Негдје га окрешу у шуми, а негдје га донесу са гранама, па га усправе уз кућу поред улазних врата. На црногорском приморју бадњаци се украсе гранчицама ловора, маслине, бршљана, а понегдје још рузмарина и смреке, које се причврсте за врх, средину и дно облица помоћу вијенаца од бршљана или помоћу црвеног свиленог или вуненог конца. У неким дијеловима источне Србије и Косова, око бадњака обавију мушку кошуљу. У Рађевини се бадњак пресијеца на три дијела од којих се главни зове доземак, који потиче од дијела стабла најближег коријену. У Ресави, Левчу, Темнићу и Јадру, на Романији и Озрену у Републици Српској, бадњак се пресијеца на мушки, женски и дјечји дио.

### Уношење и налагање
Увече домаћин или неки други одрасли мушкарац уноси бадњак у кућу; уносилац се зове бадњачар. Ако има више од једног бадњака, најдебљи се сматра главним и уноси се први. Ступајући десном ногом преко прага, бадњачар поздравља укућане: „Добро вече и срећно вам Бадње вече”. Ови му одговарају: „Бог ти добро дао и среће имао”, или „Добра ти срећа и с тобом заједно до сто година”, или „Дао Бог добро, срећни и честити”, или слично. Домаћица при томе посипа бадњачара и бадњак житом из сита. У Црној Гори бадњаци се уносе између двије запаљене воштане свијеће, које држе жене или их прилијепе при десној и лијевој вратници. У Кучима домаћица дочекује главни бадњак са неначетим хљебом, којим му дотакне браду.
Ушавши у кућу, бадњачар прилази огњишту и налаже бадњак на ватру, при чему га помјери мало напријед ради напретка у домаћинству. Остале бадњаке, ако их има, могу уносити и други мушки укућани, налажући их паралелно или управно у односу на први. Бадњак и бадњачицу укрсте на огњишту; понегдје засјечени дио намажу медом, па мушки укућани љубе бадњак, а женски бадњачицу. У Буковици двије дебеле облице полегну једну поред друге, а танку (тројство) ставе паралелно на њих. У Херцеговини у 19. вијеку био је обичај код породица са великим кућама да своје бадњаке натоваре на три или четири пара волова, које су затим уводили у кућу. Бадњаке би скинули и ставили на огњиште, а волове извели из куће кроз стражња врата.
Непосредно након уношења бадњака, или непосредно прије у неким мјестима, простре се нарамак сламе по поду. Слама се обично уноси са истим поздравима и посипањем жита као код уношења бадњака. Онај ко је унио сламу простире је имитирајући квоцање квочке: „Кво, кво, кво”, док дјеца чепркају по њој имитирајући пилиће: „Пију, пију, пију”. У Чечави, на сјеверу Републике Српске, дјеца затим легну у сламу, зажмуре, па устима одаберу сламку прије него што устану. Сматра се ће оно дијете које је одабрало најдужу сламку бити срећно те године. У Рисну је обичај да онај ко простире сламу виче: „Куда слама, туда слава”. Кад се простре, баци се неколико ораха по њој. Трећег дана Божића у рану зору сламу покупе и изнесу из куће. Један сноп може се оставити на неко суво мјесто да би био запаљен на Ђурђевдан ради заштите поља од града.
Дебљи крај бадњака може имати посебан значај. У Црној Гори он се зове глава бадњака; први унесени бадњак налаже се са главом усмјереном према истоку. У централној Србији, бадњак се налаже тако да му дебљи крај мало прелази преко руба огњишта и није директно изложен ватри. Породица је некад позивала своје чобане да се пољубе изнад њега да би јагњад добро напредовала у наредној години. У Гружи се тај крај намаже медом, који затим лижу дјеца. Поред њега се може ставити раоник од плуга, колач (округла погача), рукавица напуњена пшеницом, шећер, или сито са свим врстама жита, медом, колачима, вином, соли, сувим шљивама, орасима и јабукама. Сјечену површину дебљег краја у Чечави љубе сви чланови породице након што се бадњак наложи.
Домаћин узме крчаг вина и полије по бадњаку; у неким подручјима бадњаци се такође поспу житом. Домаћин затим наздравља: „Дај, Боже, здравља и весеља у овоме дому, нека нам рађа жито и лозица, нека нам се рађају здрава дечица, нека нам се увећава имовина у пољу, тору и у обору!” или „3драв, бадњаче весељаче, ја теби пшенице и вина, а ти мени сваког берићета и мира!” или слично. Након тога он наздрави укућанима Божић, отпије вина, па даје свима осталима да пију по старјешинству, мушкарцима, па женама. У Кучима прелију вином браду бадњака, на који затим часком сједне омања дјевојчица — ради напретка стоке. Породица сад може приступити бадњачкој вечери, на којој су традиционално заступљена јела са пасуљем, рибом, орасима и медом, уз црвено вино и бадњачки колач — округли бесквасни хљеб који се не смије резати ножем већ се ломи рукама.
Постоје одређена правила у опхођењу према бадњаку. Грехота је да се бадњак прескаче или гази, а његова ватра се не смије распиривати дувањем. Није добро дирати га кад је близу да прегори, да се не би сломио на мјесту гдје је највише истањен ватром. Раздвајање бадњака на два дијела треба да се деси искључиво дејством ватре. Не ваља се заспати док бадњак не прегори, јер би неко од укућана могао умријети без предзнака или невиђено у наредној години.
Тренутак кад бадњак прегори може бити свечано обиљежен, према мјесним обичајима. Домаћин га пољуби, и вино се поново сипа по њему уз наздрављање. Људи су некад излазили у двориште и пуцали из пушака славећи тај догађај. Онај ко први види да је бадњак прегорио може добити награду од домаћина. Постоји посебан глагол превеселити који се користи умјесто прегорети кад се говори о бадњаку. Након што бадњак превесели, негдје пусте да се ватра изгаси, а негдје мушкарци на смјену дежурају током те ноћи крај огњишта, одржавајући ватру.
Кад бадњак прегори, његов дебљи крај се често узме са огњишта и употријеби према мјесном обичају. Негдје га пронесу око кошница, изгасе, па ставе међу гране младе шљиве или јабуке. Негдје мушкарци од њега начине више крстова и позабадају их под стрехе кућа и осталих зграда у дворишту, по њивама и ливадама, у винограду и пчелињаку — да би година била срећна и берићетна. Неки ове крстове набацају на кровове зграда. На Косову оставе један крај бадњака, који поново пале на Нову годину и на Богојављење. Дебљи крај негдје чувају до наредног Бадњег дана, да би га убацили у ватру непосредно прије налагања новог бадњака, као симбол континуитета.
Ватра бадњака одржава се и током Божића; обнове је рано ујутру ако су пустили да се изгаси претходне ноћи. Велика важност придаје се првој посјети коју породица прими на Божић. Први посјетилац зове се, зависно од краја, полазник, полаженик, полажајник, положајник или радован; често се за ту улогу неко претходно одреди и позове — у неким крајевима искључиво млада мушка особа. Да не би као непозвани дошли умјесто одабраног полазника, људи избјегавају на Божић да иду у друге куће. Рано ујутру полазник ступа у кућу десном ногом и поздравља укућане: „Христос се роди и срећан вам Божић”, на што они одговарају: „Ваистину се роди”. Понегдје он уноси посебно за њега припремљени бадњак, који га чека пред кућом. Полазник затим прилази огњишту, узима жарач или грану, па удара по распаљеном бадњаку, говорећи:
Колико варница, толико среће у овој кући.

Колико варница, толико у домаћинском џепу новаца.

Колико варница, толико у тору оваца.

Колико варница, толико прасади и јагањаца.

Колико варница, толико гусака и пилади,

а највише здравља и весеља.
Ријечи могу бити и другачије, али смисао је у основи увијек исти — да се призове срећа и напредак. Полазник затим остави жарач, помјери мало бадњак ради напретка и баци метални новац у ватру. Након тога он учествује у неколико других обреда у домаћинству, невезаних за бадњак. Полазника дарују округлим колачем (погачом), чему се придода и неки поклон по избору породице. Обичај да се домаћа животиња уводи у кућу као полазник одржао се понегдје до прве половине двадесетог вијека. У Рађевини би домаћин увео овцу, поставио је између огњишта и себе, ударао граном преко овце по бадњаку призивајући срећу и напредак, а затим би рекао: „Једну ватру прођосмо, друге се не бојимо”. Тада би се он и домаћица пољубили изнад овце говорећи: „Како се ми љубили, тако овце љубиле јагањце”.
У неким мјестима Бока которске не налажу бадњаке само на Бадње вече, већ и уочи Нове године, Богојављења и празника Светог Саве. У Кучима Нову годину називају Женским Божићем, те за тај дан насијеку и навече наложе онолико бадњарица колико је женских чланова у домаћинству.
У Јадру гатају по жеравицама од бадњака које стављају на чесницу, намијенивши их појединачно разним врстама жита и стоке: биће највише онога чија жеравица најдуже сија и на којој остане највише пепела. У неким крајевима вјерују да ће бити доста меда у наредној години ако бадњак баца варнице сам од себе. Охлађено угљевље од бадњака стављају међу гране воћака, а на младе воћке прикаче и гранчице од бадњака. Његов пепео бацају по усјевима и, закуван у мекињама, дају стоци и живини. Дио пепела сачувају да би га помијешаног са водом пили против главобоље. Забиљежен је велики број разних других мјесних обичаја са бадњаком.
Древна традиција налагања бадњака има модерне верзије прилагођене савременим условима живота. Данашње куће обично немају огњиште на које би се могао ставити бадњак, али он може бити симболично представљен са неколико храстових гранчица, од којих се неке ставе поред шпорета, а са осталима се заложи ватра у њему, па полазник умјесто по огњишту џара по шпорету. Неки нацијепају свој бадњак на мање облице, тако да их могу наложити у шпорету. Међутим, најраширенији је обичај да се на Бадњи дан дом украси храстовом гранчицом. Ова савремена верзија бадњака обично се држи у кући до наредног Бадњег дана, када се замјени новом гранчицом. Ови мали бадњаци могу се у градовима купити на пијаци или добити у цркви. Уобичајен аранжман је да се храстова гранчица завеже са неколико дренових гранчица и са мало сламе.
Налагање бадњака могло се сматрати за нешто најосновније чиме је српска породица показивала своју приврженост српској традицији. У Његошевом Горском вијенцу, Војвода Батрић позива поглаваре црногорских муслимана да се врате у окриље српства и хришћанства: „[...] Но ломите мунар и џамију, па бадњаке српске налагајте и шарајте ускрсова јаја, часне двоје постах да постите; за остало како вам је драго”. Његош описује празничну атмосферу на Бадње вече ријечима Игумана Стефана, једног од главних лица Горског вијенца:
Ватра плама боље него игда,

прострта је слама испод огња,

прекршћени на огњу бадњаци;

пушке пучу, врте се пецива,

гусле гуде, а кола пјевају,

с унучађу ђедови играју,

по три паса врте се у коло, —

све би река једногодишници,

све радошћу дивном наравњено.

А што ми се највише допада,

што свачему треба наздравити!
У Црној Гори је био обичај да се бадњак прелије вином.

## Обичаји везани за бадњак код исламизираних Срба Опоља и Горе
Иван Јастребов је о житељима Опоља (код Призрена) записао да су им се српски обичаји сачували, иако су се Кукли-бег и његове присталице ревносно старали да те обичаје искоријене. Прије око 30 година (од када је то писао, по казивању самих Опољаца) уочи божићних празника они би прописно наложили бадњачице. Српски обичај ложења бадњака састојао се у томе што су стављали на огњиште дрво у облику крста, а бадњачице нису стављали у облику крста. Потурчивши се, Опољци су ложили само бадњачице. Међутим, још задуго нису заборављали да врше обред ложења бадњака. Арнаути и сада бадњак и бадњачице зову српским именом палибожић. Празник Христовог рођења се на српском зове Божић, буквално значи мали бог (божок - рус.), а ово пали је од палити (жеч - рус.). Опољци и Горанци су се престали држати тог обичаја прије зато што зими ни у Опољу ни у Гори готово да међу мушкарцима нема никога ко би обављао церемонију палибожића како треба. Сви се зими разиђу по Румелији, Епиру, Бугарској и Србији у печалбу. Стари Горанци још памте да је то њихов обичај и да им је то остало од предака.

## Обичаји везани за бадњак у Црној Гори
Павле Ровински је писао о обичајима везаним за бадњак на простору Црне Горе. Недеља која претходи Божићу, звала се бадња недеља. У току те недеље, у породицама, нико никога није смео да удара, јер се говорило да ће искочити болан чир. Ако неко удари у забуни, да се избави невоље, говорио би: Чири-мири, двадесетчетири, или Сточетрдесетчетири, или још Чире-мире, око тебе девет браће било. Ту мири или мире значи мили, драги. 23. 12. се зове Туциндан, јер тај дан кољу стоку, одређену да се поједе за Божић. Бадњи дан је дан уочи Божића, 24.12. Зове се по бадњаку, дрвету које тај дан секу, да би га навече наложили на ватру, вече тога дана је Бадња вечер или Бадње вече. Тај дан је најстрожи пост.
Тај дан заклану животињу очисте, набију на ражањ и склоне је на зид, док не дође време да је поставе на ватру. Док се то припремало у кући, домаћин или његов најстарији син одлазе у шуму пре подне и у свом забрану сече бадњак. Са одраслим увек иде још неко од деце (дечак). То се звало поћи у бадњаке. Бира се храст, прав или гладак, који при пању има 10–15 cm у пречнику, а у дужини 2–3 m. У Пиви и Дробњацима бадњак је био тако велик, да су га вукли волови. Где није било храста, секли би јелово или борово дрво, а у Васојевићима молику. Постојао је начин како се секао бадњак. Дрвосеча би се окренуо ка истоку, молио би се Богу, призвао његов благослов, затим клечи и сече дрво до корена... Храст је имао предност јер не губи лише, а у Црној Гори се понекад очува зелена боја лишћа све до Божића. Бадњак се називао и Блажено дрво или весељак. Секли су још неколико потоњих дрваца, које су називали бадњарице. Неке од њих би секао мали синчић. То дрвеће донесу до куће и стављају га споља, наслонивши га уз зид са десне стране улазних врата. Црногорци би тањи део окретали нагоре, а Херцеговци обрнуто, због чега је дошло на Цетињу једном до неспоразума мужа Херцеговца и жене Црногорке.

## Јавна прослава
Традиција налагања бадњака, изворно везана за домаће огњиште, касније је прешла и у јавни простор. Најприје се за вријеме Краљевине Србије овај обред пренио у касарне, да би војници који су за Божић морали остати у њима, могли доживјети домаћу празничну атмосферу. За вријеме Краљевине Југославије, пракса налагања бадњака у касарнама је настављена, а детаљи ове војне церемоније подробно су разрађени у правилима службе. На Бадњи дан, под командом посебно одабраног официра представници свих војних јединица гарнизона формирали би свечану поворку на коњима праћену музиком. Чланови различитих удружења и други цивили придружили би се поворци док се кретала према најближој шуми. Сјекли су унапријед одређени број бадњака, и то за Краљевски двор, за официрски дом, за најстаријег команданта у гарнизону, за команду мјеста и за сваку засебну трупну команду. Бадњаке су доносили у круг касарне, гдје их је командант гарнизона налагао уз пригодан говор.
Број државних институција, приватних фирми, организација и клубова који су се придруживали војној бадњачкој поворци растао је из године у годину, тако да је овај догађај постепено прерастао у општенародни празник. Током тридесетих година двадесетог вијека налагање бадњака је постало и дворски обред. Изводили су га представници војске у просторији краљевског двора са огњиштем, уз присуство краљевске породице као домаћина. Крајем тридесетих година у неким дијеловима Краљевине Југославије, прије свега у Војводини и у Црној Гори, бадњаци су се умјесто у кругу касарне налагали на градском тргу или раскршћу. Притом је обред налагања изводио свештеник у присуству војске и грађана. Ова традиција, која је симболизовала јединство државе, цркве и народа, прекинута је избијањем Другог свјетског рата.
За вријеме социјалистичке Југославије вјерске свечаности су потискиване, али средином осамдесетих година оне се обнављају у оквиру породице, а нешто касније и у јавном амбијенту. Од почетка деведесетих, Српска православна црква и локалне заједнице организују јавне прославе Божића, у којима се могу разликовати три основна дијела: припрема, обред и весеље. Припрема подразумијева одлазак по бадњаке, њихово доношење у црквену порту, украшавање обредног простора и спремање послужења. Обред обухвата Вечерње богослужење, налагање бадњака на ватру наложену у црквеној порти, благосиљање или освећење бадњака и пригодни програм. У неким мјестима ватра за бадњаке не ложи се у црквеној порти, већ на некој другој погодној локацији. Весеље се састоји од дружења парохијана окупљених око ватре. Свака прослава, међутим, има своје специфичности, које одражавају обичаје дате средине.
Основна активност припремног дијела прославе је одлазак по бадњаке. То може да буде индивидуални чин, али чешће се обавља у свечаној поворци, у којој могу учествовати коњаници и кочије. За бадњак се углавном одабире висока младица храста или цера на којој се задржало суво лишће. Сијече се обично један бадњак, а понекад три, као симбол Светог Тројства. Обарање дрвета могу пратити обредни елементи преузети из народних обичаја приликом сјечења бадњака. Често се припреми и већи број малих бадњака који се у цркви или порти подијеле окупљеним вјерницима. Бадњаци се до цркве понекад свечано превозе на кочијама. Уношење у порту може се обавити без неке церемоније, али и у пратњи литије, какав је обичај у неким дијеловима Републике Српске и Бока которске.
Обред је главни дио прославе. Почетак Вечерњег богослужења, његова дужина и структура, варирају од мјеста до мјеста. Понегдје се на крају литургије бацају слаткиши у сламу прострту по поду цркве, што је праћено пијукањем дјеце која их сакупљају. Налагање бадњака на ватру запаљену у порти углавном слиједи након Вечерњег, а обавља га свештеник или неки угледни парохијан. Прије налагања, бадњак може бити литијски пронесен око цркве, а ако их има више налажу се у облику крста. Након тога окупљени вјерници налажу своје мале бадњаке. Обред освећења или благосиљања бадњака обавља свештеник, при чему га посипа пшеницом, кади га пјевајући Божићни тропар, а затим прелива вином, некада и медом, изговарајући пригодне молитве. У неким крајевима освећење се обавља шкропљењем бадњака богојављенском водицом. Чин освећења обично долази након налагања, али негдје му и претходи, у ком случају се може извршити било у порти или у цркви.
Обредни дио прославе завршава се кратком проповиједи свештеника и пригодним програмом, у којем наступају црквени хор и рецитатори изводећи пјесме о Божићу и бадњаку. У Црној Гори пјевају се десетерачке народне пјесме уз гусле. Након тога слиједи народно весеље: парохијани окупљени око ватре чашћавају се куваном ракијом, вином или чајем, а негдје се служи и посна храна, будући да на Бадњи дан још увијек траје Божићни пост. Парохијани, одлазећи, могу понијети кући гранчице бадњака, које ће чувати до наредног Бадњег дана.
Док су јавне вјерске свечаности биле углавном потиснуте у социјалистичкој Југославији до почетка задње деценије двадесетог вијека, српски исељеници и њихови потомци у Сједињеним Америчким Државама наставили су да их упражњавају. Бадњаци су се налагали у парохијама Српске православне цркве у Америци током тог периода, као и у данашње вријеме.

## Тумачење
По цркви се поријекло бадњака објашњава догађајима везаним за рођење Исуса Христа. Према Јеванђељу по Луки 2:1–20, Богородица је родила Христа у Витлејему, повила га и ставила у јасле. По Светом Предању, ове јасле су се налазиле у једној пећини код Витлејема. Анђео Господњи се појавио пред групом пастира која је у том крају чувала ноћну стражу код свог стада и објавио им да се у Витлејему родио Спаситељ. Стигавши у Витлејем, пастири су пронашли дијете гдје лежи повијено у јаслама, управо како им је анђео описао. По народном предању, пастири су насјекли дрва у шуми и унијели их у пећину да наложе ватру и огрију Христа и Богородицу. Уношење и налагање бадњака чини се у знак сјећања на овај догађај.
У једној молитви коју свештеници изговарају приликом благосиљања бадњака, он се означава као симбол крста на коме је Христос распет, те као подсјећање на Рођење Христово: кад су витлејемски пастири дошли да се поклоне новорођеном Исусу, наложили су дрва да би се огријали и тиме најавили спасење за људски род које је омогућено Христовим распећем на крсту.
Историчари религије, филолози и етнолози сматрају да су обичаји са бадњаком наслијеђени из старе словенске вјере. Према српском историчару религије Веселину Чајкановићу, у претхришћанској вјери Срба постојало је дрвеће које је сматрано за станиште неког духа или божанства, али такође и дрвеће које је било божанство само по себи. Као доказ за ово друго, Чајкановић наводи управо бадњак. Њему се упућују поздрави и молитве, приносе му се жртве као што су жито, вино и мед; према њему се непрекидно односе као према личности, а не као према дрвету.
Бадњак је могао представљати утјеловљење духа растиња, коме су се приносиле жртве ради плодности поља, здравља и среће породице. Његово изгарање симболизовало је сунчеву свјетлост и имало је за циљ да обезбиједи животворну снагу сунца у години која долази. Спаљивање бадњака представљало је спој култа дрвећа с култом ватре. Чајкановић карактерише претхришћански бадњак као божанство које умире спаљивањем па ускрсава, упоређујући га у овом погледу са Атисом, Озирисом, Адонисом и Санданом. Чајкановић такође износи претпоставку да крстови који се праве од дебљег краја бадњака имају поријекло у претхришћанским идолима који су репрезентовали божанства упоредива са римским ларима, а да се облик крста развио из антропоморфног облика идола. За бадњак се најчешће бира дрво из рода храстова (у које спада и цер), а храст је у старословенској религији било најцјењеније дрво, повезано са врховним богом Перуном.
Вјеровање да душе предака, заштитници породичне среће и благостања, настањују огњиште, забиљежено је код многих народа, па тако и код Словена. Култ ватре у старој словенској вјери преобразио се углавном у култ домаћег огњишта и тако спојио са култом предака. Остатак обичаја жртвовања ватри је новчић који полазник баци у њу након ударања по бадњацима. Ватра са домаћег огњишта није се нипошто и никоме давала на Бадњи дан. Разлог за ову забрану, по Чајкановићу, било је вјеровање да је Бадњи дан вријеме када су душе предака неуобичајено покретне. Бадњачка вечера је гозба приређена у њихову част и оне се придружују породици на њој. Окупљају се у кући у већем броју него обично, нарочито по простртој слами и на огњишту. Ако би се некоме дала ватра са огњишта, скупа са ватром могле би бити однесене и душе присутне на огњишту, те би породица остала без њихове непроцјењиве помоћи.
Народ на неколико начина формулише разлог зашто се ватра не смије давати: „да се не би од куће однијела срећа”, „ради бољег усјева”, „ради пчела”. Разматрајући ову задњу формулацију, Чајкановић износи доказе да су у старој религији Срба пчеле сматране за чисте и свете инсекте у којима су могле бити душе предака. Исти разлог, „ради пчела”, народ даје и за претходно поменути обичај стављања комада првог бадњаковог ивера у чесницу.
Према руском филологу Владимиру Топорову, сјечење бадњака представљало је поновно одигравање митске битке у којој Млади Божић убија свог оца Старог Бадњака. Ликови Старог Бадњака и Младог Божића могу се срести у српским коледским пјесмама, које су се пјевале око Божића у поворкама коледара. По Топорову, први је персонификовао задњи дан старе године, кад су снаге митског Хаоса најјаче, док је други персонификовао први дан нове године, почетак поновног успостављања космичког реда. Стари Бадњак и Млади Божић би потицали од змаја и змајеубице из праиндоевропске митологије. По томе би Стари Бадњак био истог поријекла као Ахи Буднја („змија дна”)—змај из староиндијских светих списа Веда, којег је убио бог Индра. Истог поријекла би била и грчка аждаја Питон, коју је убио бог Аполон. Ријечи бадњак, буднја и питон потичу од праиндоевропског коријена *bhudh-, који је означавао дно, темељ, дубине и сл.
Руски филолог Борис Успенски упоређује старог Бадњака и Младог Божића са ликовима Николиног оца и Николе у источнословенској традицији. Име Никола овдје се односи на Светог Николаја Мирликијског, који се слави 6. децембра по црквеном календару, при чему је његовом „оцу” посвећен претходни дан. Никола је осликан у источнословенском фолклору као милосрдни заштитник обичног народа, покровитељ земљорадње и животиња, повезан са богатством, обиљем и плодношћу. Успенски доказује да је овај светац преузео атрибуте змајоликог бога Волоса, чији је култ био веома снажан међу Источним Словенима прије примања хришћанства. Његов противник био је страшни громовник Перун, који се у овом случају одражава у лику Николиног оца.
Представа о свађи између Николе и његовог оца присутна је у неколико легенди. Довођење у везу парова Стари Бадњак–Млади Божић и Николин отац–Никола поткрепљено је чињеницом да су у многим источнословенским крајевима неки од обичаја карактеристичних за Божић пренесени на Никољдан. Постоји, међутим, једна недосљедност у поређењу ова два пара. У првом пару отац потиче од митског змаја, а син од његовог противника, док је у другом пару то обрнуто. Ова инверзија је, по Успенском, разлог зашто се у неким крајевима Николин отац слави након Никољдана, а не пред тај празник. На тај начин „змај” (Никола) долази прије „змајеборца” (Николиног оца), као што је случај са Старим Бадњаком и Младим Божићем.
Српски етнолог и антрополог Петар Влаховић сматра да су ријечи бадњак и бадњи изведене од глагола бдети, образлажући то обичајем да се бдије током Бадње ноћи. Исту етимологију за бадњи предложио је и Вук Караџић.

## Слични обичаји код других народа
Традиција породичног ложења дрвета на огњишту на Бадњи дан забиљежена је у разним дијеловима Европе. У Енглеској су ложили јул лог (Yule log) „да би срећа дошла док облицу хвата пламен”, како је то описао Роберт Херик (енгл. Robert Herrick), енглески пјесник из 17. вијека. У Француској је бадњачко дрво имало неколико регионалних назива: шаландал, калињау, трефоар (фр. chalendal, calignaou, tréfoir) и трефуе (фр. tréfouet). Провансалци су у ту сврху сјекли воћку, а дрво је уносила цијела породица пјевајући молитву да кућа буде благословљена, да жене рађају дјецу, козе козлиће, а овце јагањце, и да имају жита и вина у изобиљу. Прије него што би дрво ставили на ватру, најмлађе дијете у породици би посуло вино по њему. Бадњачко дрво је побожно налагано у разним дијеловима Италије. У Тоскани Божић називају Феста ди Чепо (итал. Festa di Ceppo), дословно „светковина дебла”. У региону Вал ди Кјана (итал. Val di Chiana), дјеци би се ставио повез преко очију и било би им наређено да ударају машицама по запаљеном деблу. Трагови обичаја са бадњачким дрветом могу се такође срести у Њемачкој и Скандинавији. У Тирингији би на Бадње вече породица прије лијегања наложила „Христос-дебло”, које је горјело читаву ту ноћ.
Бадњаком су Хрвати називали до два метра дуге гране од цера или лијеске, са што је могуће више реса, које су на Бадње јутро ради украса стављали изнад врата, испод стреха или на кровове. Назив бадњак користио се и за три храстове облице које је на Бадње вече породица ритуално уносила и ложила на огњишту. У неким крајевима бадњак је преиначен у комад огревног дрвета са крстом урезаним у кору, који се на Бадње вече ложи у шпорету. У Бугарској, најмлађи мушкарац у породици одлази на Бадњи дан у шуму да посијече храст, бријест или крушку за буг. бъдник. Након што се дебло унесе у кућу, на једном његовом крају пробуши се рупа у коју се сипају вино, уље и тамјан. Рупа се зачепи, тај крај дебла повије се бијелим ланеним платном, и бъдник се свечано наложи на огњиште.
Грци су на Бадње вече ложили крупну кладу која је на огњишту горјела или тињала до Богојављења. Ово се чинило ради заштите од демона званих Каликанцари (грч. Καλλικάντζαροι), за које се вјеровало да између Божића и Богојављења ноћу излазе из својих јазбина да би нападали људе и правили им штету. Ватра и дим од кладе спречавали су да Каликанцари уђу у кућу кроз димњак.
Ритуално спаљивање бадњачког дрвета обављало се и у Албанији. Када је дрво, звано бузм (алб. buzm), било донесено у двориште, један члан породице би изашао пред кућу, зовнуо домаћина по имену, па објавио да бузм долази и доноси свакакве дивне ствари. Домаћин би узвикнуо: „Добро дошао!” те би бузм био унесен уз поздраве и знаке поштовања свих чланова породице. Дрво би затим наложили, стављајући на њега позамашан удио све хране и пића које су имали у кући.